# Легкоатлетичний крос

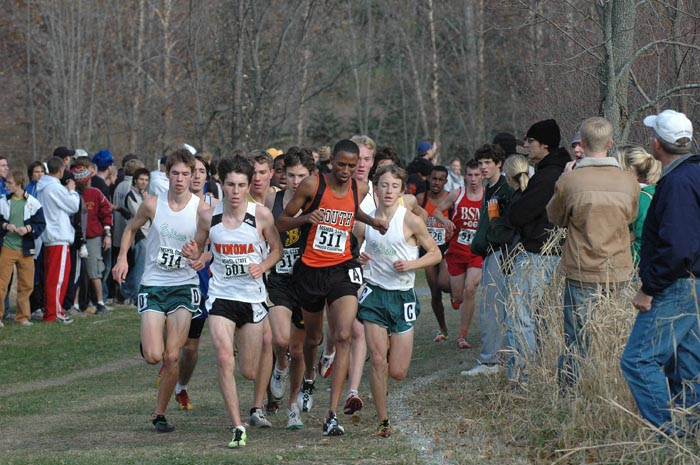
Змагання з кросу в Міннесоті

Біг по перетя́тій місце́вості, або крос (скорочення від англ. cross country race або англ. cross country running) — «біг по перетя́тій (горбистій) місцевості») — одна з дисциплін легкої атлетики.
Траса кросу не має чіткої міжнародної стандартизації. Зазвичай траса проходить по горбистій місцевості в лісовій зоні або на відкритому просторі. Покриттям може виступати трав'яна або земляна поверхня. Траса забігу повинна бути огороджена яскравими стрічками з двох сторін для відділення спортсменів від глядачів. На великих міжнародних змаганнях уздовж стрічок додатково влаштовують коридор шириною 1 метр. У цьому проміжку розташовуються організатори змагань, тренери, фотографи та журналісти. Змагання зазвичай проводяться восени і взимку. Крос може проходити в суворих погодних умовах, таких як дощ, вітер, мокрий сніг.
Довжина траси зазвичай становить від 3 до 12 кілометрів. На старті всіх учасників розташовують у лінію або дугу. На відстані 50 метрів від лінії старту суддя за допомогою пострілу пістолета дає старт забігу. Якщо сталося зіткнення бігунів або масове падіння на перших 100 метрах дистанції, то організатори зобов'язані зупинити забіг і дати старт повторно.
Згідно ІААФ, «сезон змагань з кросу зазвичай проходить в зимові місяці після закінчення основного легкоатлетичного сезону».

## Історія
Батьківщиною кросу є Англія. Історія бігу по пересіченій місцевості почалася з гри заєць і собаки. Суть гри полягала в тому, що один бігун або група бігунів бігла і кидала на землю шматочки паперу, а друга група повинна була бігти за ними по сліду від розкиданого паперу. Перші офіційні змагання з кросу відбулися в школі з регбі в 1837 році. Національні першості стали проходити з 1876 року. На перший чемпіонат вийшло 32 бігуни, але, оскільки всі 32 бігуни зійшли з дистанції, забіг було визнано недійсним.
Як офіційна дисципліна крос проводився на олімпійських іграх 1904, 1912, 1920 і 1924  років. Найвідомішим бігуном того часу був Пааво Нурмі, який виграв чотири золоті олімпійські медалі з дев'яти саме в кросі.
З 1973 року щорічно проводиться Чемпіонат світу з кросу.